# Vitalina Varela
Vitalina Varela (Província ultramarina de Cap Verd, Imperi Portuguès, 1966) és una actriu capverdiana.

## Trajectòria
Varela va néixer l'any 1966 a la província ultramarina de Cap Verd de l'Imperi portuguès, actual estat independent de Cap Verd, i es va casar amb Joaquin Varela a la dècada de 1980. Van tenir dos fills i ell era un treballador itinerant que la visitava periòdicament i que va morir el 2013. Varela va debutar al cinema amb un petit paper a la pel·lícula del 2014 de Pedro Costa Horse Money. En inici era una actriu no professional però després d'haver-se fet amic de Costa durant el rodatge, el director es va adonar que mereixia una pel·lícula biogràfica.
El 2019 va protagonitzar Vitalina Varela, dirigida per Pedro Costa. El personatge de Varela estava casat amb un home i estaven construint una casa, però va desaparèixer misteriosament. Gairebé 40 anys després, deixa Cap Verd i se'n va a Lisboa per trobar-lo, només per descobrir que va morir la setmana anterior i que va faltar al funeral. El seu personatge visita el seu apartament als barris marginals. Al cap d'un temps, coneix el sacerdot que presidia el funeral, a qui va reconèixer anys enrere. Varela i el sacerdot debaten sobre la naturalesa de la humanitat i del seu marit, i sovint ofereix monòlegs obscurs dirigits al fantasma del seu marit.
La història es basa en les experiències reals de Varela, ja que va arribar a Lisboa tres dies després de la mort del seu marit. Peter Bradshaw, del periòdic anglès The Guardian, va elogiar la seva actuació per mostrar «una dignitat massivament imperturbable i una mirada límpida». Joe Morgenstern del periòdic estatunidenc The Wall Street Journal va expressar que «el rostre de Varela és tan expressiu com una estrella de cinema mut». Varela va rebre el premi a la millor actriu principal al Festival Internacional de Cinema de Locarno, mentre que la pel·lícula va rebre el premi Lleopard d'or a la millor pel·lícula.

## Filmografia
- 2014: Horse Money
- 2019: Vitalina Varela

## Premis i reconeixements
- 2019: Premi a la millor actriu principal al Festival Internacional de Cinema de Locarno.[7]